# Cayetano Sarmiento
Cayetano José Sarmiento Tunarrosa (* 28. März 1987 in Arcabuco) ist ein ehemaliger kolumbianischer Radrennfahrer.

## Werdegang
Nachdem Sarmiento 2009 die Gesamtwertung des Nachwuchs-Etappenrennens Giro Ciclistico d’Italia gewonnen hatte, schloss er sich 2010 dem italienischen UCI Professional Continental Team Acqua & Sapone an, für das er den Giro d’Italia 2010 2011 bestritt und als 47 bzw. 33. beendete. Danach wechselte er zum italienischen Team UCI ProTeam Liquigas-Cannondale und im 2013 zum US-amerikanischen Nachfolgeteam Cannondale Pro Cycling. In dieser Zeit bestritt er ein weiteres Mal den Giro d’Italia und zwei Mal die Vuelta a España. Er konnte diese Grand Tours jeweils beenden, jedoch keine Siege bei internationalen Rennen erzielen. 
Nach der Saison 2014 kehrte Sarmiento nach Kolumbien zurück und gewann 2016 bei den kolumbianischen Straßenmeisterschaften die Bronzemedaille. Ab 2016 nahm er ausschließlich an Rennen in seiner Heimat teil. Letztmalig wurde er bei den kolumbianischen Meisterschaften 2020 in den Ergebnislisten der UCI geführt.

## Erfolge
2007
- eine Etappe Vuelta Ciclista a la Republica del Ecuador

2009
- Gesamtwertung Giro Ciclistico d’Italia

2016
- Kolumbianische Meisterschaft – Straßenrennen

## Grand Tour-Platzierungen
| Grand Tour            | 2010 | 2011 | 2012 | 2013 |
| --------------------- | ---- | ---- | ---- | ---- |
| Giro d’ItaliaGiro     | 47   | 33   | –    | 91   |
| Tour de FranceTour    | –    | –    | –    | –    |
| Vuelta a EspañaVuelta | –    | –    | 60   | 57   |